# Arnolfo di Cambio
Arnolfo di Cambio (Colle di Valdelse 1245 k. - Firenze, 1310 előtt) itáliai szobrász, építész.
Nicola Pisanónál tanult, szinte biztosan közreműködött mesterének számos munkájában: többek közt a bolognai San Domenico híres Szent Domonkos-szarkofág kifaragásában (1264-67), kétségtelenül az ő közreműködésével készült a sienai dóm szószéke (1265-68). Stíluskritikai alapon neki tulajdonítják Annibaldi della Molara bíboros síremlékét a római San Giovanni in Lateranóban (1276) és az Anjou Károly ülőszobrát, ezt valószínűleg 1277-ben fejezett be (Róma, Palazzo del Conservatori). De Bayre bíboros síremléke (1282) az orvietói San Domenicóban a síremlékszobrászat fontos stációja. Rekonstrukciójánál elhagyták ugyan az eredeti gótikus mennyezetet, megmaradt viszont a drapériával letakart ravatalon fekvő bíboros, az oldalt függönyt széthúzó két alak, felettük pedig a Madonna és gyermeke előtt térdeplő bíboros. A XVI. században Giovanni Pisano, Tino da Camaino és mások fejlesztették ki ezt a kompozíciótípust.
A római San Paolo fuori le mura és a Santa Cecilia in Trastevere templomokba oltár-drapériákat tervezett. (1293) Egy azóta elveszett felirat alapján neki tulajdonítják VIII. Bonifác pápa síremlékét (Róma, Grotta Vaticane). A római Santa Maria Maggiore bazilika betlehemi bölcső kápolnájában levő 1283-ban készült betlehemi jászolról és a három királyokról feltételezik, hogy valószínűleg Arnolfo di Cambio műve. A kereszténység történetében ez volt az első templomba készített jászol.
Írott források tanúsága szerint 1300-ban a firenzei dóm építőmestere volt, valószínűleg ő tervezte a nyugati boltszakaszokat és a főhomlokzat alsó részét, valamint a homlokzat díszítésére szánt szobrok fontosabb darabjait is. Stíluskritikai alapon ugyancsak neki tulajdonítják a firenzei Santa Croce és a Badia Fiorentina-templom megtervezését. Művészi személyiségéről nehéz valódi képet alkotni, mivel számos műve csak töredékesen maradt fenn. Egyszerűségre törekedett, ugyanakkor fogékonyan élt az antik, a román és a gótikus stílusjegyekkel.

## Adatforrások és irodalom
- Szerk.: Művészlexikon - Bp.1994 Corvina K - ISBN 963-13-3968-8
- Cincia Valigi Gasline: Róma és a Vatikán - 2005. Perseus - ISBN 88-7280-534-1
- Carlotta Lenzi Iacometti: A rokokótól a XVIII. század végéig (A művészet története 11. k.) - Bp. 2008. Corvina - ISBN 978-963-13-5660-1
- Pogány Frigyes kötetei: Róma/Belső terek művészete/Terek és utcák művészete/Festészet és szobrászat az építőművészetben/A szép emberi környezet - Bp. Műszaki K.
- Fajth T. – Dombi J.: Itália (6. kiadás) - Bp. 1977. Panoráma K. - ISBN 963-243-119-7
- Wellner István: Velencétől Rómáig – Bp. 1973. Panoráma K. - ISBN 963-243-012-3